# Jason Popson
Jason Popson (n. 1972 en Cleveland, Ohio) es popularmente conocido por sus once años como vocalista de la banda Mushroomhead, donde adquirió el nombre artístico de J Mann. Popson abandonó el grupo a mediados del año 2004, debido a un exceso de trabajo y al hecho de que su padre cayera enfermo. Actualmente participa en diversos proyectos paralelos, entre los que se incluyen:
- Pitch Black Forecast
- In Cold Blood
- Integrity 2000
- Crossfader
- AM Factory
- Rape Whistle
- Lost Vegas
- State of Conviction
- Unified Culture
- (216) con Steve "Skinny" Felton, Dave "Gravy" Felton y Jack "Pig Benis" Kilcoyne.
- The Alter Boys con Craig Martini, Todd Smith, Matt Rippetoe, Mike Martini, Eric Matthews, Ryan Dunn, Jeff Siegel.
- Demostró su versatilidad y una profunda presencia lírica en un proyecto de rap llamado 10,000 Cadillacs con "Skinny" Felton, voces adicionales de Devon Gorman, y el artista invitado Bizzy Bone (Bone Thugs n Harmony) en el EP "Be My Guide".

También está gestionando la compañía de grabación Fractured Transmitter Records la cual presenta una lista de bandas que incluye a The Alter Boys, American Werewolves, Asleep, Disengage, Integrity, Jeff Walker, Meshuggah, y State Of Conviction.
Fractured Transmitter, la compañía de Popson, propone una fuerte declaración en su misión, considerando el estado actual de la industria musical. Cogido de su página oficial:

"No nos acogeremos a ningún dogma o credo, sólo al talento y al deseo de desafiarnos y cambiar.
No existe límite alguno, y sin duda tenemos la intención de colorear fuera de las líneas.
Esperamos presionar, atraer, distorsionar, mear, motivar, retorcer y pellizcar los estándares,
los límites y las inseguridades de una hinchada y auto-inflada industria."
[cita requerida]

## Vida
Popson es un filósofo y un músico, habiendo declarado haber estado en la industria musical unos catorce años en una entrevista realizada en 2005. Ha insinuado en sus letras, e incluso en alguna entrevista, que fue criado como hijo único por su madre — debido a la salida de su padre de su vida a una edad temprana. Sin embargo, Popson más tarde recuperó el contacto con su padre, el cual jugó un papel crucial en su salida de Mushroomhead.
El padre de Popson, John, murió en septiembre de 2006, y en su memoria Jason efectuó un concierto en Peabody's Down Under en Cleveland, Ohio el 29 de septiembre de 2006. El concierto sirvió como beneficio para el funeral de su padre, y presentó a Popson interpretando canciones de muchas de sus previas y actuales bandas.
Actualmente Popson está al frente de una banda de metal formada con el exbatería de Strapping Young Lad/Death Gene Hoglan llamada Pitch Black Forecast, la cual también presenta a Robert Reinard en las guitarras, y a Craig Martini en el bajo. La banda era anteriormente conocida como Absentee (como curiosidad, decir que Popson tiene un tatuaje en su antebrazo derecho en el que se lee "Absentee"), y el primer lanzamiento del grupo fue en la compañía de Popson, Fractured Transmitter, en el álbum tributo a Melvins — lanzado a través de Fractured Transmitter —  titulado "We Reach: The Melvins" donde la banda interpretó una versión de la canción "Revolve."

## Filmología
Popson hizo un corto con el actor Ryan Dunn para el Philadelphia Film Festival de 2004, titulado Client 3815, interpretando el papel de Franklin. Es un improvisado y aclamado thriller sobre dos hombres que quedan atrapados en el sueño de un cliente durante el trabajo.
- Client 3815 puede ser visto aquí http://www.youtube.com/watch?v=eq4VOOrAO6U

## Discografía

### Mushroomhead
- Mushroomhead (1995)
- Superbuick (1996)
- "Multimedia Remix" (1996)
- Remix 2000 (2002)
- M3 (1999)
- XX (2001)
- XIII (2003)
- The Rigtheous & The Butterfly (2014)
- A Wonderful Life (2020)
- Call the Devil (2024)

### 10,000 Cadillacs
- Reap The Whirlwind 1999
- Be My Guide (EP) 2000

### (216)
- (216)/Schnauzer Split 7" Vinyl 1997
- Two One Six 1998
- Theme Song 2000 (presentada como la pista de apertura del Kingsbury Run Compilation, el cual fue lanzado en 2002 bajo el Skinny Mac Dogcollar label creada por Steve "Skinny" Felton y Popson. Aun así, la canción ha sido reproducida durante actuaciones en directo antes de su lanzamiento oficial en el álbum).

### Rape Whistle
- Solo lanzó 3 canciones: "SKS", "Playmate of the Year" y "Crowd Extermination"

### State of Conviction
- Thoughts Light Fires 1996
- A Call To Arms 1997

### Unified Culture
- Funkcore 1994
- To Know What's Up...You Have To Be Down 1995

### Pitch Black Forecast
- Absentee 2008